# El Salvador, Guanajuato
El Salvador är en ort i Mexiko.   Den ligger i kommunen Salvatierra och delstaten Guanajuato, i den centrala delen av landet, 210 km nordväst om huvudstaden Mexico City. El Salvador ligger 1 752 meter över havet och antalet invånare är 1 205.
Terrängen runt El Salvador är platt åt sydost, men åt nordväst är den kuperad. Runt El Salvador är det ganska tätbefolkat, med 172 invånare per kvadratkilometer. Närmaste större samhälle är Salvatierra, 8,3 km söder om El Salvador. Trakten runt El Salvador består till största delen av jordbruksmark.